# Friedrich Krasser
Friedrich Krasser (Szászsebes, 1818. április 28. – Nagyszeben, 1893. február 16.) erdélyi szász orvos, költő.

## Élete
Atyja pékmester volt. A nagyszebeni gimnáziumban után a bécsi egyetemre ment, ahol 1844-ben szerzett orvosi diplomát. Párizsban tanult tovább; itt megismerkedett a szocialista tanokkal. 1846-ban sebészi oklevelet is nyert; mint gyakorló orvos Nagyszebenben telepedett le. 1848-ban Romániába költözött; 1850-ben azonban ismét visszatért Nagyszebenbe. 1869-ben Nápolyban részt vett a szocialisták által december 12-ére összehívott békekongresszuson.
Művészetében az orvosi gyakorlatban szerzett tapasztalatai és szociális érzékenysége tükröződnek. Egyaránt fellépett a katolikus dogmák és az agresszív magyarosítás ellen. Egyes versei pl. az Anti-Syllabus névtelenül jelentek meg, majd röpiratokon világszerte több nyelven terjesztették. Hasonlóan terjedtek a Ceterum censeo, Das Glas und die Bibel, Marseillaise des Christentums, Freie Schulen és Enzyklika című versei is.
A technika és a tudomány lelkes híveként 1869 nyarán kijelentette: „100 év múlva emberek repülnek a Holdra. Unokáink még élni fognak akkor.” Száz évvel ezután Krasser unokája, Hermann Oberth meghívottként jelen volt a Cape Canaveralon az Apollo–11 holdra szállásakor.

## Művei
- De coxalgia. Dissertatio inaugurualis. Vindobonae, 1844
- Offenes Visir. Zeitgedichte. Hamburg, 1869. (Ism. Hermannstädter Zeitung 39. sz.)
- Der Freidenker-Kongress in Neapel. Hermannstadt, 1870

## Magyarul
- Szózat a népbolondítókhoz és a néphez; közli K. B. g. [ford. Kreith Béla]; Budapesti Ny., Bp., 1891